# 小林鉄太郎

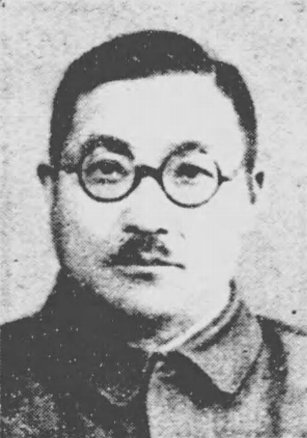
小林鉄太郎

小林 鐡太郎（こばやし てつたろう、1886年（明治19年）11月18日 - 1962年（昭和37年）4月13日）は、日本の政治家、衆議院議員、翼賛政治体制協議会所属、旧鶴岡市第5代市長。栄典は正五位・勲四等・瑞宝章。

## 略歴
- 1886年（明治19年）11月18日 - 川越平左衛門の3男として大宝寺村道形（現・鶴岡市）に生れる。
- 小林六平治の養子となる。
- 1905年（明治38年） -  山形県立荘内中学校卒業（同窓生に金野岩治がいた。）
- 金沢第四高等学校卒業
- 1912年（明治45年） - 東京帝国大学政治科卒業
- 1916年（大正5年） - 東京帝国大学独法科卒業
- 鉄道院書記
- 鉄道省事務官
- 関東長官秘書官
- 台湾総督秘書官
- 陸軍省嘱託
- 満州国協和会駐日代表
- 1942年（昭和17年）4月30日 - 第21回衆議院議員総選挙（山形2区・翼賛政治体制協議会・8974票獲得）初当選
- 1944年（昭和19年）5月 - 鶴岡市長就任
- 1946年（昭和21年）3月 - 同職退任。公職追放となる[1]。
- 立教大学講師
- 中央大学講師
- 専修大学講師
- 1962年（昭和37年）4月13日 - 死去。正五位・勲四等・瑞宝章 叙位叙勲。東京都新宿区の宝祥寺に墓がある。

## 著作物
- 1920年（大正9年） - 『近時の社会問題』 法制時報社（出版）
- 1927年（昭和2年） - 『普選読本』 政治教育会（出版）
- 1932年（昭和7年） - 『交通研究資料・第22集』 日本交通協会（出版）